# Vranići kod Poreča
Vranići kod Poreča (en italien : Vranni) est une localité de Croatie située en Istrie, dans la municipalité de Poreč, dans le comitat d'Istrie.